# 大島ミチル
大島 ミチル（、1961年〈昭和36年〉3月16日 - ）は、日本の作曲家、編曲家。長崎県長崎市出身。所属事務所はロックリバー。

## 経歴
3人姉弟の次女として生まれる。父親は長崎放送の報道局職員だった。純心女子高校を経て、国立音楽大学作曲科卒業。16歳で出場した『インターナショナル・エレクトーン・フェスティバル』では、史上最年少でグランプリを受賞。国立音楽大学では和声学の権威の島岡譲教授に教わった。在学中に合唱交響曲『御誦（おらしょ）』を発表。
卒業後は、映画（『失楽園』、『長崎ぶらぶら節』、『陽はまた昇る』）、テレビ（『あすか』、『ショムニ』、『ごくせん』）など、幅広い分野で活躍。

## 人物
テレビ・映画・アニメ・ゲーム・CMなどの映像音楽を多く手がける。精細なメロディー、厚みのある豪快なオーケストレーションが特徴。NHK大河ドラマ『天地人』、『あすか』、『純情きらり』、『ショムニ』、『ごくせん』などの劇伴をはじめ、オーケストラや室内楽などの純音楽なども世界各国で精力的に発表している。
吉永小百合とは、原爆の朗読詩CD「第二楽章」「第二楽章 〜長崎から」の音楽を手がけ、各地での朗読会にも参加するなど関係が深い。吉永が「第56回NHK紅白歌合戦」にゲスト出演し、ライフワークの原爆詩の朗読した際は、伴奏のパイプオルガンを演奏した。映画では、森田芳光の監督作品に多く起用された。
2020年には、アメリカのアカデミー協会新会員に選出された。2020年東京パラリンピックの閉会式では、アニメ『リトルウィッチアカデミア』のために作られた楽曲「前進」が使用された。
作曲にあたっては、計算して楽曲を構築するのではなく、自身の中から生まれてくるものを信じているといい、「いい音楽を書く」ことを見失わず、楽しんで作ることを心がけている。映画音楽の作曲においては、脚本から音楽を想定することはせず、映像の第一印象を重視している。特にゴジラシリーズでは、脚本だけではよくわからない部分も多かったという。
ゴジラシリーズでは、初の女性作曲家として3作品を手掛けた。同シリーズでの大島の楽曲について、映画音楽評論家の小林淳は「巨大感と昂揚感、臨場感にあふれ、機動性も高い」と評しており、VSシリーズで音楽プロデューサーを務めた東宝レコードの岩瀬政雄は「伊福部昭を変に意識せず自由にやったのが良かった」「（ミレニアムシリーズで）唯一、新しいゴジラの音を作った感じがする」と述べている。各作品の監督を務めた手塚昌明は、画の力を200パーセントパワーアップしてもらえる出来上がりであったと評している。
『ゴジラ×メガギラス G消滅作戦』では、ダビング作業にはあまり参加しなかったが、劇場で完成作品を観ると音楽が効果音に押されて聞こえなくなっていたといい、次に参加した『ゴジラ×メカゴジラ』ではダビング作業にすべて参加し、作曲においても効果音との兼ね合いを意識したと述べている。
大島自身はあまり映画に詳しくなく、映画音楽を手掛けながら映画を知らない作曲家として知られている。『プライド・運命の瞬間』や『ゴジラ×メカゴジラ』では、映画『ベン・ハー』のようだと評される楽曲があったが、大島自身は『ベン・ハー』は観たことがないと述べている。

## 作品

### 映画
- 1991年 - 首領になった男
- 1995年
  - WINDS OF GOD[2]
  - クルタ 夢大陸の子犬[2]
- 1996年 - 極道の妻たち 危険な賭け
- 1997年
  - 失楽園[2]
  - OL忠臣蔵
- 1998年
  - お墓がない!
  - プライド・運命の瞬間[2]
- 1999年 - こむぎいろの天使 すがれ追い
- 2000年
  - 長崎ぶらぶら節[2]
  - ゴジラ×メガギラス G消滅作戦[15][4]
- 2001年 - 釣りバカ日誌12 史上最大の有給休暇
- 2002年
  - ゴジラ×メカゴジラ[15][4]
  - ピカレスク 人間失格
  - 陽はまた昇る
  - 模倣犯[2]
- 2003年
  - ゴジラ×モスラ×メカゴジラ 東京SOS[15][4]
  - 阿修羅のごとく[2]
- 2004年 - 海猫[2]
- 2005年
  - オペレッタ狸御殿
  - 北の零年[2]
- 2006年
  - わんこThe Movie
  - 間宮兄弟
  - アジアンタムブルー
  - 明日の記憶[2]
- 2007年
  - サウスバウンド
  - ラストラブ
  - 眉山[2]
  - 椿三十郎[2]
- 2008年 - まぼろしの邪馬台国
- 2009年
  - わたし出すわ[2]
  - 風声（中国映画）
- 2010年
  - ロストクライム -閃光-
  - さらば愛しの大統領
  - 武士の家計簿
  - 八月の二重奏
  - ゴースト もういちど抱きしめたい
- 2011年
  - 転山（中国映画）
- 2012年 - 僕達急行 A列車で行こう[2]
- 2013年 - 始まりも終わりもない
- 2015年 - 海難1890
- 2016年 - の・ようなもの のようなもの[2]
- 2017年 - 嫌疑人X的献身（中国映画）
- 2020年 - 日本独立
- 2022年 - サバカン SABAKAN
- 2025年 - ペンギン・ガール（台湾映画）

他多数。

### アニメ
- 1986年 - セントエルモ 光の来訪者 関西電力35周年記念映画
- 1990年 - OL改造講座
- 1991年 - 1992年 魔神英雄伝ワタル3シリーズ CDシネマ・ラジオドラマ
- 1992年 - 風の大陸 劇場版
- 1993年
  - キャシャーン OVA
  - 魔神英雄伝ワタル 終わりなき時の物語 OVA
  - ミラクル☆ガールズ
- 1994年
  - 七つの海のティコ [注釈 1]
  - 覇王大系リューナイト[注釈 2]
- 1995年 はじまりの冒険者たち レジェンド・オブ・クリスタニア 劇場版
- 1996年 花より男子
- 1996年・1999年 - 魔法使いTai!
- 1997年 - マッハGoGoGo（リメイク版）
- 1998年
  - 魔法のステージファンシーララ
  - クイーン・エメラルダス
  - ひみつのアッコちゃん (編曲)
- 1999年
  - ウルトラマンM78劇場 Love & Peace
  - アークザラッド
- 2003年・2004年
  - まっすぐにいこう。
  - 鋼の錬金術師[16][2]
- 2003年 - もも子、かえるの歌がきこえるよ。
- 2004年 - 花右京メイド隊
- 2005年
  - 劇場版 鋼の錬金術師 シャンバラを征く者
  - ガラスのうさぎ
- 2006年
  - Project BLUE 地球SOS
  - シュヴァリエ 〜Le Chevalier D'Eon〜[17]
- 2007年
  - アニメ版 のだめカンタービレ
  - 大ちゃん、だいすき。
- 2008年
  - 隠の王[18]
  - 亡念のザムド
- 2010年
  - ソ・ラ・ノ・ヲ・ト[19]
  - 四畳半神話大系
- 2011年 - 手塚治虫のブッダ -赤い砂漠よ!美しく-
- 2012年
  - 伏 鉄砲娘の捕物帳
  - 絶園のテンペスト
- 2013年
  - サカサマのパテマ
  - AURA 〜魔竜院光牙最後の闘い〜
  - ハル
  - リトル ウィッチ アカデミア
- 2014年 BUDDHA2 手塚治虫のブッダ -終わりなき旅-
- 2015年、2016年 - 赤髪の白雪姫
- 2015年
  - 六花の勇者
  - リトルウィッチアカデミア 魔法仕掛けのパレード
- 2017年
  - リトルウィッチアカデミア
  - 夜は短し歩けよ乙女
  - 劇場版 はいからさんが通る 前編 〜紅緒、花の17歳〜
- 2018年
  - 劇場版 はいからさんが通る 後編 〜東京大浪漫〜
  - やがて君になる
- 2019年 - きみと、波にのれたら
- 2021年
  - フラ・フラダンス
  - スター・ウォーズ：ビジョンズ - 「ツインズ」「エルダー」(Lucasfilm、Disney+)
- 2022年
  - 四畳半タイムマシンブルース（Disney+）
- 2023年
  - ドッグシグナル（NHK Eテレ）[20]
- 2024年
  - ぶっちぎり?![21]
  - T・Pぼん（Netflix）
- 2025年
  - アン・シャーリー[22]

- 2026年
  - この本を盗む者は

他多数

### テレビドラマ

#### NHK
- 1995年
  - とおりゃんせ〜深川人情澪通（NHK金曜時代劇）
- 1999年
  - あすか（NHK連続テレビ小説）[2]
  - お水の花道
- 2003年 - 天使みたい（ドラマ愛の詩）
- 2004年 - ねばる女
- 2005年
  - 大化改新
  - 御宿かわせみ（NHK金曜時代劇）
- 2006年
  - 純情きらり[2]
  - 純情きらりスペシャル〜桜子と達彦、愛の軌跡〜
- 2007年 - こんにちは、母さん
- 2009年 - 天地人（NHK大河ドラマ）[2][注釈 3]
- 2010年 - 被爆した女たちは生きた〜長崎県女、クラスメイトたちの65年〜
- 2011年 - カレ、夫、男友達（NHKドラマ10）
- 2013年 - 私の父はチャンポンマン
- 2015年
  - だから荒野
  - まんまこと〜麻之助裁定帳〜

#### フジテレビ
- 1989年 - 過ぎし日のセレナーデ
- 1992年 - 悲しいほどお天気
- 1994年 - 福井さんちの遺産相続
- 1995年 - 指輪
- 1998年
  - ショムニ[2][注釈 4]
  - 殴る女
- 1999年 - お水の花道 女30歳ガケップチ
- 2001年
  - 新・お水の花道
  - さよなら、小津先生
- 2003年 - 熱烈的中華飯店
- 2005年 - 曲がり角の彼女
- 2007年 - 女の一代記 向井千秋〜夢を宇宙に追いかけた人〜
- 2008年 - のだめカンタービレ新春スペシャル in ヨーロッパ[注釈 5]
- 2012年 - 剣客商売 〜御老中暗殺〜
- 2013年
  - ショムニ2013
  - 剣客商売 〜剣の誓約〜
- 2014年 - 剣客商売 〜鬼熊酒屋〜
- 2015年 - 剣客商売 〜陽炎の男〜
- 2018年 - 剣客商売 〜手裏剣お秀〜
- 2020年 - 剣客商売 〜婚礼の夜〜

#### テレビ東京
- 2001年 - 松本清張特別企画・ガラスの城
- 2003年 - 2007年 さすらい署長 風間昭平
- 2003年 - 2008年 篝警部補の事件簿
- 2006年 - 魔弾戦記リュウケンドー
- 2007年 - 徳川風雲録
- 2008年
  - 徳川風雲録外伝 主水之助七番勝負
  - 徳川風雲録 八代将軍吉宗（新春ワイド時代劇）

#### テレビ朝日
- 2000年 - 元気あります
- 2002年
  - 九龍で会いましょう
  - おみやさん（シーズン1〜8）
  - サトラレ
- 2003年 - 京都地検の女（シーズン1〜9）
- 2006年 - レガッタ〜君といた永遠〜
- 2007年
  - おいしいごはん 鎌倉・春日井米店
  - 白虎隊
  - ホテリアー
- 2008年
  - 柳生一族の陰謀
  - 忠臣蔵 音無しの剣
- 2010年 - 忠臣蔵〜その男、大石内蔵助
- 2012年 - 新・おみやさん
- 2014年 - おみやさん 新春スペシャル
- 2016年 - おみやさん スペシャル

#### 日本テレビ
- 1993年 - はだかの刑事
- 2002年 - ごくせん（2005年、2008年）[2]
- 2003年
  - ごくせん スペシャル「さよなら3年D組」
  - あした天気になあれ。
  - よい子の味方
- 2006年 - CAとお呼びっ!
- 2007年 - 真実の手記 BC級戦犯 加藤哲太郎「私は貝になりたい」
- 2008年 - ヤスコとケンジ
- 2009年 - ごくせん 卒業スペシャル「ヤンクミ最後の卒業式」
- 2011年 - 美咲ナンバーワン!!

#### TBS
- 1992年 - 学校があぶない
- 2003年 - 美少女戦士セーラームーン
- 2005年
  - 夢で逢いましょう
  - ママはバレリーナ
  - ボイスレコーダー
- 2006年 - おいしいプロポーズ

#### WOWOW
- 2016年 - 荒地の恋（ドラマW）

他多数。

### その他のテレビ番組
- あの日、あのとき、あの番組[23]（NHK・2017年）
- キャノン・ハーシー“ヒロシマ”への旅 〜なぜ祖父は語らなかったのか〜（NHK BS世界のドキュメンタリー・2015年）
- 衝撃速報!アカルイ☆ミライ（MBS・2012年）
- 海辺の町に生き続ける〜南三陸町のこの一年（NHK教育 ETV特集・2012年）
- NHK「名曲アルバム」（『エリーゼのために』『故郷』2012年）
- NHKニュースおはよう日本 (NHK・1993年4月 - 1995年4月)
- ボイスレコーダー（TBS・2005年8月）
- NEWSプロフィール（テレビ朝日）
- NNNニュースプラス1（日本テレビ オープニングテーマ・1988年4月 - 1992年9月、1996年10月 - 2000年9月）
- 真相報道 バンキシャ!（日本テレビ）
- 平成教育委員会（フジテレビ）
  - 平成教育予備校
  - 熱血!平成教育学院
- ヤマハポピュラーソングコンテスト（フジテレビ テーマ曲「宇宙の子供達」）
- わくわく授業 わたしの教え方（NHK教育）
- ワーズワースの庭で・ワーズワースの冒険（フジテレビ）
- NHKスペシャル (NHK)
  - 大英博物館（1990年）[2]
  - ドキュメント太平洋戦争（1992年）[2]
  - 生命40億年はるかな旅（1994年）[2]
  - データマップ 63億人の地図（2004年）
  - ラストメッセージ（2006年）

### ゲーム
- 蒼き狼と白き牝鹿・元朝秘史（1992年、蒼き狼と白き牝鹿シリーズ第3作目の音楽担当）
- 太閤立志伝（1992年、太閤立志伝シリーズ第1作目の音楽担当）
- レガイア伝説（1998年）
- アークザラッドIII（1999年、OP・EDテーマ編曲）
- レガイア デュエルサーガ（2001年）
- ICO（2001年）
- ゼルダの伝説 トワイライトプリンセス（2006年、"TEASER MUSIC ORCHESTRATION" MUSIC 編曲担当）
- DEEMO（2017年、作曲「White Rain」「Tree of Dreams」「Voice of Cell」「Little Love」「Lonely Pianist」）
- エアリアルレジェンズ（2017年）
- ミラクルニキ（2018年）
- リトルウィッチアカデミア - VRホウキレース（2020年）

### 純音楽

#### 管弦楽
- 交響曲第一番「御誦」
- 交響曲第二番「Since 1945」（2015年）
- 管弦楽曲「Sama」（2017年）
- アルトサクソフォンと管弦楽のための断章（2009年、初演：2009年5月30日ティアラこうとう、指揮：宮本文昭、アルトサクソフォン：ダニエル・グルメル）
  - 気狂いと悪魔たちと女
  - 水の文（あや）
  - 終わりなき道
- しあわせの風船（『魂の歌』〜東日本大震災復興支援音楽プロジェクト〜、2013年より）
- オーケストラと合唱のための組曲「アウグストゥス」〜ヘルマン・ヘッセの短編集『メルヒェン』より〜（2018年）
- クラリネット、マリンバ、オーケストラのため2つのラプソディ「塵 JIN」&「輪 RIN」（2018年）
- 琴と尺八のためのコンチェルト「無限の扉」（2018年）、第二番「Seasons12」（2021年）
- Godzilla in Chicago - C.H.C.A.G（2019年、ゴジラ・オーケストラコンサート in Chicago にてワールドプレミア）
- 管弦楽曲「Beyond the Point of No Return」（2019年、日本フィルハーモニー交響楽団 第713回東京定期演奏会・「日本フィル・シリーズ」初演作品）

#### 室内楽
- 弦楽四重奏曲「For the East」（2005年）
- Memories『27の小品〜ヒラリー・ハーン・アンコール』（第57回グラミー賞「ベスト・チェンバー・ミュージック/スモール・アンサンブル・パフォーマンス」部門受賞アルバム）委嘱作（2013年）
- 『のだめカンタービレ 最終楽章』 後編：「もじゃもじゃ組曲」より第1曲「もじゃもじゃの森」から “のだめとヤドヴィ” ヴァージョン　演奏：竹内正実、作曲：大島ミチル、編曲：松谷卓、ピアノ：ラン・ラン
- (吹奏楽の分野で)『Rhapsody ～ Eclipse』（2024年）（2025年度全日本吹奏楽コンクール課題曲Ⅳ）（全日本吹奏楽連盟委嘱作品）

他多数。

#### 合唱曲
- 男声合唱曲「御誦」（1984年）
- 千羽鶴（1995年、長崎原爆投下50周年記念曲）
- 男声合唱組曲「君たちが大人になったら」（1995年、東京経済大学グリークラブ創部40周年・関屋晋常任指揮者就任25周年委嘱曲）
- 「モンスーンの少女」（混声三部）（1998年）
- 合唱曲「あの空へ〜青のジャンプ〜」（2009年、第76回NHK全国音楽コンクール高等学校の部課題曲
- 合唱曲「君が君に歌う歌」（2017年、第84回NHK全国音楽コンクール高等学校の部課題曲）
- 男声合唱組曲「Message of the Voice」（2017年、東京経済大学グリークラブ第60回定期演奏会委嘱曲）

### 舞台
- 魔神英雄伝ワタル W復活祭 60分間世界一周!（1993年、パイプオルガン演奏）
- 東宝ミュージカル「ローマの休日」（1998年、大地真央＆山口祐一郎 主演・2020年、土屋太鳳+朝夏まなと＆加藤和樹+平方元基 ダブル主演）
- サンリオピューロランドメルヘンシアター 宮本亜門演出 ハローキティドリームレビュー1（2000年 - 2002年）
- 宝塚歌劇団宙組公演『美しき生涯 -石田三成 永遠（とわ）の愛と義-』主題歌「美しき人生」（2011年）
- The ASEAN-JAPAN "Drums & Voices" Concert Tour[24] 音楽監督（2013年、日・ASEAN友好協力40周年記念公演）
- 名古屋市文化振興事業団オリジナルミュージカル「山三と阿国」（2018年）
- 舞台「まつとおね」（2025年）吉岡里帆 (まつ役)・蓮佛美沙子 (おね役)　能登演劇堂

### 施設・博覧会音楽
- 浜名湖花博（静岡国際園芸博）テーマソング（2004年）
- 愛知万博 三菱未来館『もしも月がなかったら』（2005年）

### からくり時計作曲
- 石屋製菓・白い恋人パーク「ISHIYA札幌からくり時計塔 グランマイスター」 - アイボリーとの共同作曲、主要時間約11分。
- 第一滝本館「大金棒」 - 2023年4月10に公開終了、撤去済み[25]。
- 遊学館「環境演出時計」 - 撤去済み。
- 旧：ミナミ無線電機（現：ドン・キホーテ秋葉原店） - 撤去済み。
- 浅草文化観光センター（旧館）- 撤去済み。
- 渋谷区旧庁舎「渋谷区役所前地下駐車場排気塔演出装置（音の塔）」 - ケイアイエムとの共同作曲、撤去済み。
- 四ッ谷消防博物館「からくりオブジェ」 - 音楽の中に「モールクロック」の一部アレンジが使用されていた。故障により廃止。
- 北とぴあ - 撤去済み、館内には電気稼働の大型からくり時計「スモールワールド・ピース」も存在する。
- 旧・多摩そごう（現：ココリア多摩センター）・シンボルゾーン「バード・サンクチュアリー」 - ケイアイエムとの共同作曲、撤去済み。
- 栃木県足利市・通2丁目「歴史から未来へ」 - 廃止。
- 千葉県千葉市臨港公園プロムナード「千葉市都市環境演出装置(からくり民族人形)」 - 廃止、主要時間約50分。
- ニッケコルトンプラザ - 撤去済み。
- 相鉄ジョイナス「妖精の風車」 - 撤去済み。
- 甲府大里幼稚園(設置当初から2008年までは山交百貨店に設置)
- アクトシティ浜松「妖精の時計台」 - 撤去済み。
- 志摩スペイン村
- 京橋駅「モールクロック」 - 撤去済み。
- 旧・NEC C&Cプラザビル（現：OBPキャッスルタワー）「住友ビル仕掛け時計」 - 廃止。
- アステ川西「ハミングツリー」 - 小泉まさみとの共同作曲であり、CD「機械のエゴコロ」に収録されている。撤去済み。
- 岡山駅西口「桃太郎メルヘンクロック」 - 小泉まさみとの共同作曲であり、CD「機械のマゴコロ」に収録されている、撤去済み。
- キャスパ
- 鹿児島メルヘン館
- 香港三越

### イベント
- 1998年 - かながわ・ゆめ国体（開閉式通告、開閉会宣言ファンファーレ、得賞歌）
- 2018年
  - 「大地へ」（第60回熊本県芸術文化祭オープニングステージ委嘱作品）
  - 大分国民文化祭フィナーレ・閉会式
- 2019年 -【創立85周年】日本野鳥の会・朗読コンサート『道』
- 2021年 - 『Piano Concerto ～ Take to the World』JOC50周年記念コンサート - ヤマハ音楽振興会

### 市町村歌・社歌・校歌
- 私立朋優学院高等学校 校歌（2001年）
- 袋井市「袋井市歌〜ここがふるさと〜」（2006年）
- 御前崎市「御前崎市歌」（2007年）
- 長崎県立大学「天翔る者」（2008年）
- 南相馬市「南相馬市民歌」（2010年）
- 山形県立酒田光陵高等学校 校歌「ひかりのうた」（2012年）
- 長崎県「Nagasaki Green & Blue」[26]（2016年）

### CM
- 2012年 - TCK
- 2011年 - ほくりょう
- 2006年 - リポビタンD
- 2004年
  - リポビタンD
  - NTT東日本
  - TBC
- 2003年 - リポビタンD
- 2002年
  - NTTdocomo関西
  - パオン
- 2001年
  - カルピス
  - パンパース
  - リポビタンD
  - ホンダ海外CM
  - マクドナルド
- 2000年
  - ホンダ海外CM
  - JAS UCカード
- 1999年
  - 彩
  - まるとも
  - 味の素
  - KDD サウンドロゴ
  - 日石三菱
- 1998年
  - VISA
  - 大成建設
  - 日立製作所 サウンドロゴ
  - みちのく銀行
  - 積水ハウス
  - シーバ
  - みちのく銀行
  - 大正製薬
  - パイオニアロゴ
  - フジフイルム
- 1997年
  - サンスター
  - 西武百貨店
  - 明治ブルガリアヨーグルト
  - JAL
  - みちのく銀行
  - ツーカーセルラー
  - トヨタ カーナビ
  - みちのく銀行
  - 住友
  - ホンダ
  - 不二屋
  - シャープ デジタルビュ－カム
  - AGF
  - トヨタ
  - 飯山電気
  - JAL マイレ－ジ
  - 関西電力
- 1996年
  - 日本財団
  - ザブ
  - 労金
  - サンスター
  - チュルルン カロリーひかえゼリー
  - ヤマハ発動機 企業PRビデオ
  - JAL AUSTRALIA
  - JR東海
  - 味の素
  - 大阪ガス
  - 雪印 アイスクリーム
  - 旭化成 ヘ－ベルハウス
  - キリン
  - パブロン
  - KDD
  - 味の素
  - DDI
- 1995年
  - コーセー
  - カネボウ
  - P&G
  - カルビー
  - スズキ
  - みちのく銀行
  - 日本リーバ
  - パナソニック
  - 東海デジタルホン
  - 松下電工
  - 三井生命
  - コマツ
  - カロリーメイト
  - ゆかぽっと
  - 東海デジタルホン
- 1994年
  - 象印
  - 花王 クリアクリーン
  - みちのく銀行
  - 全日空
  - 東海銀行
  - エースコック
  - ツーカーセルラー
  - ユナイテッド航空
  - 東京電力
  - 前田建設 PRビデオ
  - パナソニック
  - マクドナルド
  - NTT
  - ワールド
  - トヨタ
  - ヘーベルハウス
  - ヘーベルハウス(別ヴァージョン）
  - NICOS
  - オッペン
  - トヨタ
  - NTTデータ通信
  - ナショナル ホットカーペット
  - オペル
  - コーセー

#### 1982 - 1994年
- 資生堂「セルフィット」「ハンドクリーム」
- 求人タイムス「いとまきまき」
- 雪印「アイスクリーム」
- グリコ「マリンバ」「スポロン」
- 味の素「パルスイート」「’89 おいしさキャンペーン」
- ブルボン「チョコアンパン」
- 信玄食品「あわびの煮貝」
- ミツカン「とんねるず手巻き寿司」
- キリンレモン「KIRIN LEMON 2101」(CM曲 バージンブルーの編曲も担当)
- サントリー「料理天国」「花博」「ワインレぜルブ」「ビアヌーボー」
- サッポロビール「サウンドロゴ」
- 日本盛「晩酌セット」
- ビオグ－ル「スポーツドリンク」
- パルコ「'91 春のスーパーバザール」
- 西友「せいゆう大市人にめぐみあれ」「'89 夏の西友大市」「春の西友大市」
- イタリアントマト「イメージ」
- 日産「ラングレー」
- トヨタ「New クラウン」「コロナ '91版」
- ヤマハ「はいむる節」
- 東芝「マイコン保温釜ダブルメモリー」
- ナムコ「ファミコンソフト」
- NTV「'87 局私の好奇心」
- カコナール「サウンドロゴ」
- 中外製薬「胃腸薬」
- ジョンソン「スキンガード」東レ「Eフィルター」
- 朝日ソーラー「朝日ソーラー」
- コダックフィルム「オリンピック」
- アサヒペンタックス「ズーム」「SF-７」「ズーム９０」「ズーム１０５」
- フジフイルム「写ルンです」海外版
- 山陽パルプ「フローリングカーペット」
- 日本ボーリング協会「イメージ」
- 日清食品「チキンラーメン」編曲
- 三和建物「オーストラリア篇」
- エイボン「フェイシャルパック」
- 佐賀県農協「おいしいみかん」
- つま恋「乗馬クラブ」
- 華道小原流「生け花」
- 大垣共立銀行「CI篇」
- 日興証券「ウオーリ－チャンス・ワイド篇」
- シーザー「ドッグフード篇」
- アサヒ ウーロン茶「商品イメージ」
- JR 東海「新のぞみ号告知」
- 明治製菓「ヨーグルトハイレモン＆ハイプルーン」
- 花王「メリットシャンプーとリンス」
- 日立「電子レンジG7」

他多数。

## 受賞
- 第31回日本アカデミー賞 最優秀音楽賞[27]
- 日本アカデミー賞 優秀音楽賞
  - 第21回 - 『失楽園』[9]
  - 第24回 - 『長崎ぶらぶら節』
  - 第26回 - 『陽はまた昇る』&『模倣犯』[28]
  - 第27回 - 『阿修羅のごとく』[29]
  - 第29回 - 『北の零年』
  - 第30回 - 『明日の記憶』[30]
  - 第39回 - 『海難1890』[31]
- 第52回毎日映画コンクール 音楽賞 - 『失楽園』[9]
- 第67回毎日映画コンクール 音楽賞 - 『僕達急行 A列車で行こう』[32]
- 2005年 ゆうばり国際ファンタスティック映画祭 マックスファクター・ビューティースピリット賞[2]
- 2006年 東京アニメアワード2006 アニメーション・オブ・ザ・イヤー音楽賞 - 『鋼の錬金術師』[33]
- 2007年 ジャクソンホール映画祭（アメリカ）ベスト映画作曲賞 - 『明日の記憶』[2]